# Archie Goodwin (baloncestista)
Archie Lee Goodwin (Little Rock, Arkansas, 17 de agosto de 1994) es un jugador de baloncesto estadounidense que actualmente forma parte de la plantilla de El Calor de Cancún de la Liga Nacional de Baloncesto Profesional de México. Con 1,96 metros de altura, juega en la posición de base.

## Trayectoria deportiva

### Universidad
Considerado en su etapa juvenil como uno de los mejores jugadores de su generación, en 2012 participó de los prestigiosos McDonald's All-American Game, Jordan Brand Classic y Nike Hoop Summit.
Jugó durante una única temporada con los Wildcats de la Universidad de Kentucky, en las que promedió 14,1 puntos, 4,6 rebotes y 2,7 asistencias por partido. Fue el máximo anotador de su equipo, y estuvo a punto de hacer el que hubiera sido el segundo triple-doble de la historia de los Wildcats, tras conseguir ante LIU Brooklyn 22 puntos, 9 rebotes y 9 asistencias. Fue incluido en el mejor equipo de novatos de la Southeastern Conference.

#### Estadísticas
| Año     | Equipo   | PJ | PT | MPP  | %TC  | %3P  | %TL  | RPP | APP | ROB | TPP | PPP  |
| ------- | -------- | -- | -- | ---- | ---- | ---- | ---- | --- | --- | --- | --- | ---- |
| 2012-13 | Kentucky | 33 | 33 | 31.8 | .440 | .266 | .637 | 4.6 | 2.7 | 1.1 | 0.5 | 14.1 |

### Profesional
Fue elegido en la vigésimo novena posición del Draft de la NBA de 2013 por Oklahoma City Thunder, pero sus derechos fueron traspasados a los Golden State Warriors, y posteriormente a los Phoenix Suns, con quienes firmó contrato el 12 de julio.
Tras tres temporadas en Phoenix, el 24 de octubre de 2016, fue despedido por los Suns. El 7 de noviembre fichó por los New Orleans Pelicans. El 20 de noviembre fue despedido tras jugar únicamente tres partidos.
[actualizar]
Durante la temporada 2019-2020, comenzaría en las filas del Sigortam.net İTÜ BB de la BSL y acabaría el curso en Alemania, jugando para el Ratiopharm Ulm de la Basketball Bundesliga.
El 24 de noviembre de 2020, firma por el Metropolitans 92 de la Pro A francesa.
El 7 de enero de 2022, firma por el BC Budivelnyk de la Superliga de baloncesto de Ucrania.
El 28 de febrero de 2022, firma por el Maccabi Rishon LeZion de la Ligat ha'Al.
En la temporada 2022-23, firma por el BC Budivelnyk para disputar la FIBA Europe Cup (jugando como local en Italia) y la Balkan League.
El 20 de diciembre de 2023 se unió al Beirut Club de la liga libanesa.

## Estadísticas de su carrera en la NBA

### Temporada regular
| Año     | Equipo        | PJ  | PT | MPP  | %TC  | %3P  | %TL   | RPP | APP | ROB | TPP | PPP |
| ------- | ------------- | --- | -- | ---- | ---- | ---- | ----- | --- | --- | --- | --- | --- |
| 2013-14 | Phoenix       | 52  | 0  | 10.3 | .455 | .139 | .673  | 1.7 | 0.4 | 0.4 | .2  | 3.7 |
| 2014-15 | Phoenix       | 41  | 2  | 13.0 | .393 | .293 | .735  | 1.8 | 1.1 | 0.4 | .2  | 5.6 |
| 2015-16 | Phoenix       | 57  | 13 | 19.5 | .417 | .232 | .674  | 2.5 | 2.1 | 0.5 | .2  | 8.9 |
| 2016-17 | New Orleans   | 3   | 0  | 10.0 | .400 | .500 | 1.000 | .0  | .3  | .0  | .3  | 5.0 |
| 2016-17 | Brooklyn Nets | 12  | 0  | 15.3 | .557 | .308 | .719  | 2.3 | 1.9 | .3  | .3  | 7.9 |
| Total   | Total         | 153 | 15 | 14.5 | .419 | .230 | .698  | 2.0 | 1.2 | .4  | .2  | 6.2 |